# Thaianura umesaoi
Genre
Espèce
Thaianura umesaoi, unique représentant du genre Thaianura, est une espèce de collemboles de la famille des Neanuridae.

## Distribution
Cette espèce est endémique de Thaïlande.

## Publication originale
- Yosii, 1961 : On some Collembola from Thailand. Nature and Life in Southeast Asia, vol. 1, p. 171-198.